# Françoise Dolto
Françoise Dolto (1908. november 6. – 1988. augusztus 25.) francia pszichoanalitikus. A franciaországi gyermek-pszichoanalízis úttörőjének tartják.

## Élete és munkássága
1939-ben fejezi be Psychanalyse et pédiatrie (Pszichoanalízis és gyermekgyógyászat) című doktori disszertációját családja méltatlankodása ellenére, akik igazán nem veszik jó néven, hogy egy fiatal lány hosszú tanulmányokat végez.
Nagy hatással volt rá Sophie Morgenstern, az ő munkássága irányította Doltót a gyerekek felé.
Ő maga 1934-től pszichoanalízáltatja magát René Laforgue neves professzorral. Az ő tanácsára lép be a Société Psychanalytique de Paris-ba (Párizsi Pszichoanalítikus Társaság). Ott ismerkedik meg Jacques Lacannal, akivel együtt részt vesz az École freudienne de Paris (Párizsi freudi iskola) megalapításában.
1942-ben megy hozzá Boris Dolto híres mozgásterápiás orvoshoz.
1976-tól hétköznaponként saját rádióműsora indul Lorsque l’enfant paraît címmel. A mindennapi gyereknevelés problémáit leíró hallgatói levelekre válaszol: elemzi a leírt helyzetet és ötleteket ad a szülőknek az eset megoldására. A műsor hatalmas siker, részletek a műsorból később könyv formájában is megjelentek.
1979-ben megalkotja a Maison verte-et, amely valójában egy kis gyermeknek létrehozott gyerekmegőrző, ahol a gyerekek a szülők jelenlétében játszanak egyedül vagy egymással, a szakemberek pedig meghallgatják a szülők esetleges problémáit: segítik őket a gyereknevelésben és a gyerekükkel való harmonikus kapcsolat létrehozásában.

## Gondolatai
Françoise Dolto a gyerekek fejlődésében kiemeli a vágy, a nyelv (a beszéd) és a személyes elfogultság szerepét és hangsúlyozza ez utóbbi korai megjelenését. A gyerek fejlődésén kívül a szülő-gyerek viszony is foglalkoztatja.
Legfőbb gondolatai közé tartozik az, mely szerint a gyereknek (már az újszülöttnek is) az őt érintő dolgokkal kapcsolatban az igazat kell mondani; beszélni kell neki arról, hogy mi történik vele. A gyerekeknek erre szükségük van, egészséges pszichés fejlődésükhöz és mindennapi jó közérzetükhöz ez elengedhetetlen. Tanácsokat ad arra, hogy hogyan beszéljünk a gyereknek a család hétköznapi problémáiról illetve a családot ért tragédiákról.
Művei segítséget nyújtanak a gyerekek és a tizenévesek megértésében és nevelésében.

## Néhány műve
- Le cas Dominique (1971; 1974)
- L’Évangile au risque de la psychanalyse (1977)
- Lorsque l’enfant paraît (1977,1978,1979)
- Au jeu du désir (1981;1988)
- L’image inconsciente du corps (1984; 1991)
- La cause des enfants (1985;1995)
- Enfances (1986; 1988)
- L’enfant du miroir (1987; 1992)
- La cause des adolescents (1988; 1997)
- Quand les parents se séparent (1988)
- Tout est langage (1994)
- Les étapes majeures de l’enfance (1998)
- Sexualité féminine. La libido génitale et son destin féminin (1999)
- Les chemins de l’éducation (2000)

### Magyarul
- A gyermek és a város (L’enfant dans la ville); ford. Erdélyi Ágnes; Pont, Bp., 2002 (Fordulópont könyvek)
- A gyermek és az öröm (L’enfant et la fête); ford. Erdélyi Ágnes; Pont, Bp., 2002 (Fordulópont könyvek)
- Beszéljünk a halálról (Parler de la mort); ford. Erdélyi Ágnes; Pont, Bp., 2002 (Fordulópont könyvek)
- Amikor a gyermek megjelenik, 1-3.; ford. Füzesséry Éva, Tarafás Laura; L'Harmattan, Bp., 2013–2017